# Geigenkamm

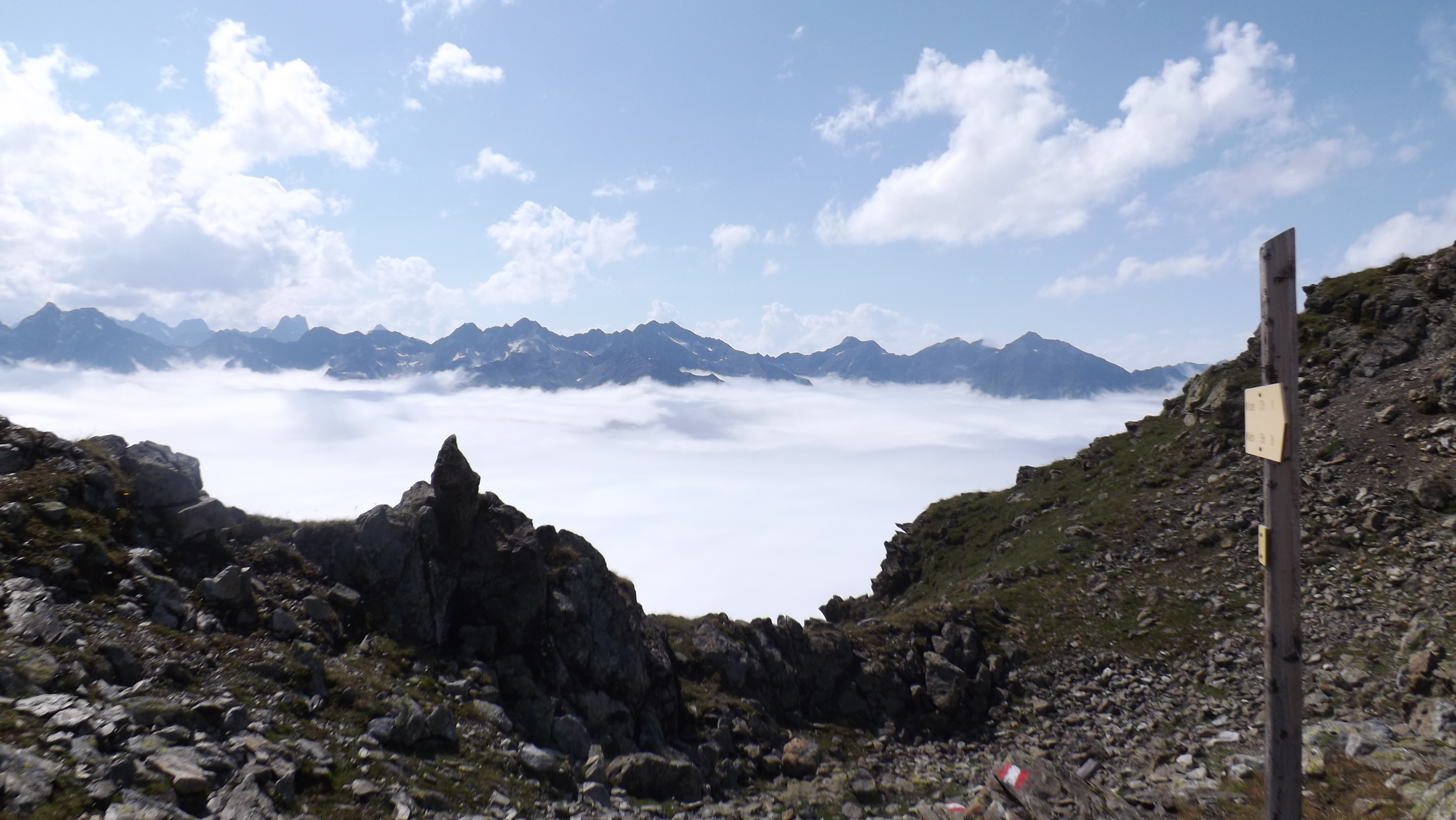
Sicht auf den Geigenkamm beim Aufstieg auf den Hemerkogel

Der Geigenkamm ist eine Gebirgskette in den Ötztaler Alpen.
Der ziemlich geradlinig von Nord nach Süd verlaufende Geigenkamm bildet eine 28 Kilometer lange „Trennmauer“ zwischen dem Pitztal im Westen und dem Ötztal im Osten. Das nördliche Ende markiert die Murmentenkarspitze, im Süden endet der Geigenkamm in der Nähe des Pollesjochs. Der Kamm ist für die Höhe seiner Gipfel relativ wenig vergletschert.

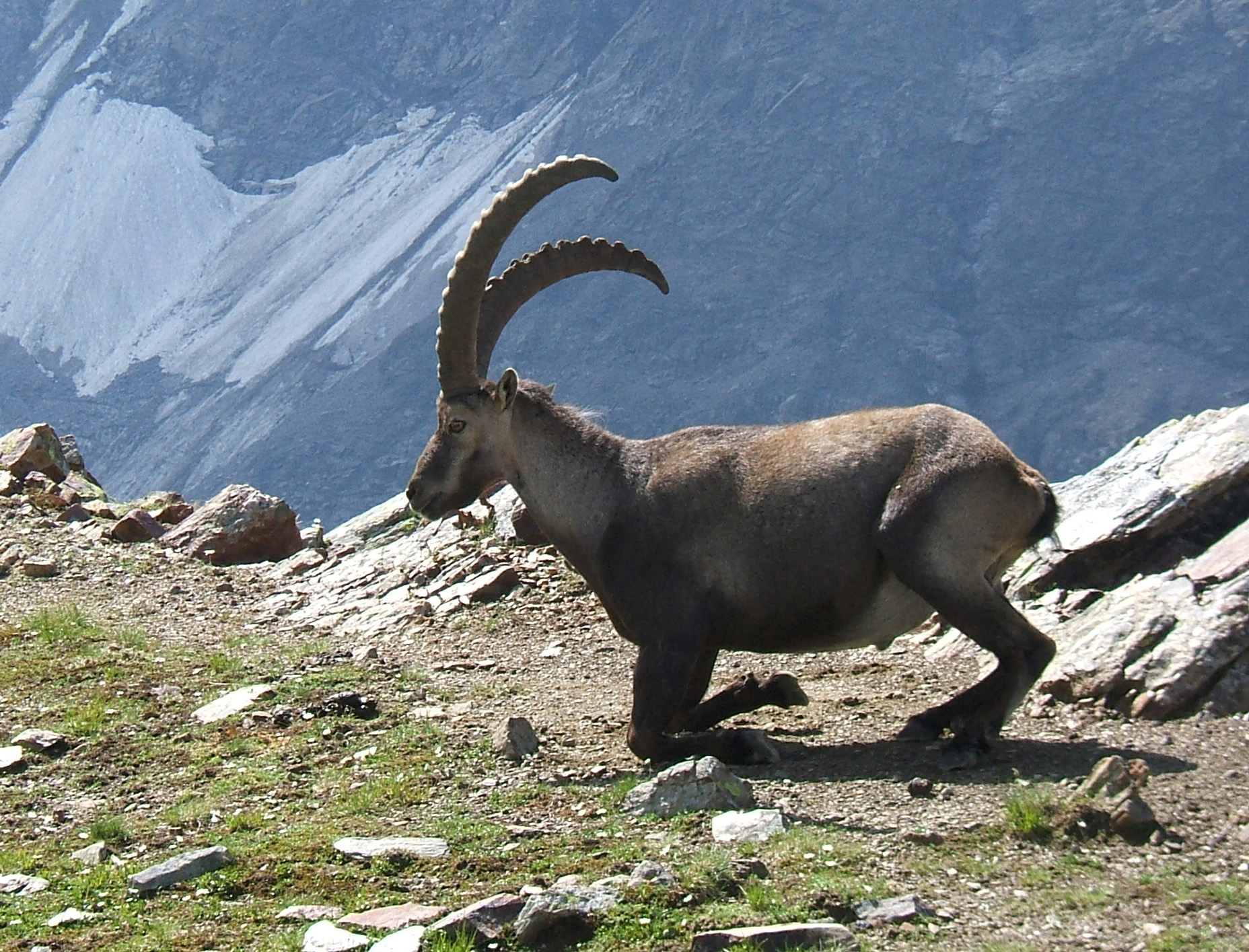
Steinbock bei Gahwinden, oberhalb der Rüsselsheimer Hütte

Benannt ist der Geigenkamm nach seiner höchsten Erhebung, der Hohen Geige (3395 m ü. A.). Weitere prominente Gipfel der insgesamt fast 30 Dreitausender der Gebirgskette sind der Fundusfeiler (3080 m ü. A.), der Luibiskogel (3112 m ü. A.), der Puitkogel (3345 m ü. A.) und der Wassertalkogel (3252 m ü. A.).

## Steinböcke im Geigenkamm
Aus der Schweiz wurden zwischen 1953 und 1957 Steinböcke nach Tirol importiert und sowohl im gegenüberliegenden Kaunergrat als auch etwas später im Geigenkamm wieder angesiedelt. Heute sind Steinböcke besonders im Gebiet um die Rüsselsheimer Hütte wieder sehr häufig anzutreffen.

## Geigenkammüberschreitung
Der gesamte Geigenkamm kann in knapp einer Woche überschritten werden. Ausgehend vom Inntal kann man dabei von Hütte zu Hütte bis ins Herz der Ötztaler Alpen gelangen. Der erste Teil des Wegs ist dabei identisch mit dem Forchheimer Weg, der letzte Teil entspricht dem Mainzer Höhenweg. Insbesondere für den letzten Abschnitt ist hochalpine Erfahrung und Trittsicherheit unbedingt erforderlich.

## Gipfel
Siehe auch die Liste der Dreitausender im Geigenkamm.
- Hohe Geige, 3395 m
- Puitkogel, 3345 m
- Silberschneide, 3343 m
- Hoher Kogel, 3296 m
- Breiter Kogel, 3256 m
- Wassertalkogel, 3252 m
- Gschrappkogel, 3194 m
- Ampferkogel, 3186 m
- Sonnenkogel, 3170 m
- Kleine Geige, 3163 m
- Luibiskogel, 3112 m
- Blockkogel, 3098 m
- Plattigkogel, 3092 m
- Reiserkogel, 3090 m
- Hundstalkogel, 3080 m
- Wurmsitzkogel, 3080 m
- Fundusfeiler, 3080 m
- Breitlehner Felderkogel 3075 m
- Hauerseekogel 3059 m
- Hairlacher Seekopf, 3055 m
- Langkarlesschneid, 3048 m
- Südlicher Lehner Grieskogel, 3038 m
- Nördlicher Polleskogel, 3035 m
- Nördlicher Lehner Grieskogel, 3032 m
- Mittlerer Lehner Grieskogel, 3030 m
- Schwarzkogel, 3018 m
- Pollesfernerkogel, 3015 m
- Südlicher Polleskogel, 3005 m
- Südlicher Dristenkogel, 2996 m
- Langkarles-Grieskogel, 2986 m
- Vorderer Einzeigerkogel, 2982 m
- Nördlicher Dristenkogel, 2976 m
- Wildgrat, 2974 m
- Roter Turm, 2966 m
- Südlicher Feuerkogel, 2950 m
- Roßkirpl, 2942 m
- Rotkogel, 2940 m
- Nördlicher Feuerkogel, 2940 m
- Riegelkopf, 2936 m
- Brechkogel, 2918 m
- Vorderer Ampferkogel, 2911 m
- Söldner Grieskogel, 2911 m
- Kreuzjöchlspitze, 2908 m
- Rotbleißkogel, 2894 m
- Schwarzseekogel, 2885 m
- Lange Wand, 2865 m
- Hohe Seite, 2857 m
- Innerberger Felderkogel 2837 m
- Schafhimmel, 2821 m
- Niederer Breitlehnkogel, 2820 m
- Leierskopf, 2814 m
- Gransteinkopf, 2803 m
- Breitlehner, 2793 m
- Schwendkopf, 2786 m
- Graskogel, 2786 m
- Hoher Kopf, 2784 m
- Murmentenkarspitze, 2784 m
- Hoher Gemeindekopf, 2771 m
- Perlerkogel, 2763 m
- Innerer Halkogel, 2739 m
- Sturpen, 2718 m
- Kreuzjochspitze, 2687 m
- Dreirinnenkogel, 2679 m
- Grabkogel, 2659 m
- Äußerer Hahlkogel, 2658 m
- Wildgartenkogel, 2625 m
- Innerer Wartkogel, 2590 m
- Niederer Gemeindekopf, 2566 m
- Hochzeiger, 2560 m
- Äußerer Wartkogel, 2550 m

## Hochgebirgsseen
| - Groaßsee - Kugleter See - Drei Seen - Wilder See | - Brandsee - Moalandlsee - Wettersee |

## Übergänge
| - Lehnerjoch - Feilerscharte - Langkarlscharte | - Luibisscharte - Reiserscharte - Sandjoch | - Breitlehner Jöchl - Weissmaurachjoch - Pollesjoch |

## Hütten und Biwaks
| - Forchheimer Biwak - Erlanger Hütte - Hochzeigerhaus | - Ludwigsburger Hütte - Frischmannhütte - Hauerseehütte | - Rüsselsheimer Hütte - Hahlkogelhaus - Rheinland-Pfalz-Biwak |